# Ливеровский, Алексей Алексеевич (химик)
Алексе́й Алексе́евич Ливеро́вский (1903—1989) — советский химик, писатель, охотник.

## Биография
Родился 7 (20 декабря) 1903 года в Санкт-Петербурге.
Умер 27 ноября 1989 года. Похоронен в Ленинграде на Богословском кладбище.

## Семья
- отец — Алексей Васильевич Ливеровский, морской врач.
- мать — Мария Исидоровна, урождённая Борейша, профессор филологии.
- дядя — Александр Васильевич Ливеровский, доктор технических наук, профессор, министр путей сообщения Временного правительства.
- первая жена — Нина Ивановна Персианцева, научный сотрудник Лесотехнической академии.
  - дочь — Ольга Алексеевна Ливеровская (Воинова) (р. 1933), кандидат физических наук, писатель, поэт.
- вторая жена — Галина Алексеевна Ливеровская (Петрова).
  - сын — Алексей Алексеевич (р. 1947) — математик и юрист, доктор юридических наук.
- третья жена — Елена Витальевна Бианки, дочь известного писателя-натуралиста Виталия Валентиновича Бианки.

## Профессор-химик
Окончил химико-технологический институт ЛЛТА имени С. М. Кирова (1930), химик-технолог. Многие годы проработал в лесотехнической академии, прошёл путь от лаборанта до профессора, был научным руководителем проблемной лаборатории. Во время блокады Ленинграда участвовал в разработке древесных добавок к хлебу и работе с порохом, который был необходим защитникам города. В 1964—1979 — профессор кафедры инженерной химии академии. Доктор технических наук (1969). Соавтор книги «Энергохимическая переработка древесины» (Л., 1971).

## Охотник
Участвовал в борьбе за охрану окружающей среды. Много путешествовал (первое своё путешествие совершил ещё в молодости — плавание на паруснике по Баренцеву морю). По воспоминаниям современников, 

был великим знатоком всех видов русской охоты — не промысла, а исконной древней профессии, с её поэзией, лексиконом, строгим законом поведения в лесу: не только взять, но и послужить, приумножить.

Был участником полемики о пользе и вреде охоты, выступал против «бездумных и злобных отрицателей, ненавистников охоты». По его словам, 

противники охоты договорились до того, что в процессе охоты самое ценное сам процесс убийства живого существа. Клевета! Если бы это было так, ходили бы мы не в лес, а на бойню. Удовлетворение и радость охотник испытывает не от физического факта умерщвления живого существа, а от достижения цели, завершения подчас сложного, длящегося иногда часами, а бывает и днями, процесса охоты.

Занимался разведением охотничьих собак (гончих, сеттеров), за щенками к нему приезжали известные охотники со всей страны. Подготовил книгу о собаках «Лары».

## Писатель
Писатель, член СП СССР, автор рассказов о русской природе и охоте, о ленинградской блокаде, о встречах с известными людьми. Публиковался в журнале «Охота и охотничье хозяйство», в альманахах «Наша охота», «Охотничьи просторы». Опубликовал книги «Журавлиная родина», «Радоль» (1973), «Озеро Тихое», «Корень девясил», «Охотничье братство» (1990).

## Награды и премии
- Сталинская премия третьей степени (1947) — за разработку и внедрение нового метода получения уксусной кислоты из древесного генераторного газа